# Dhoonidhoo
Dhoonidhoo är en ö i Maldiverna. Den ligger i den norra delen av landet. Arean är 0,12 kvadratkilometer.